# André van Geldorp
André van Geldorp  es un guitarrista holandés nacido el 20 de enero de 1941 en La Haya, quien pasó parte de su carrera asociado con la cantante Mariska Veres en la famosa banda musical Shocking Blue.
Su primer logro después de la era "Shocking Blue", fue el sencillo "4500 times" con el grupo "Cotización". Esta canción fue un cover del grupo británico Status Quo. En 1981, Geldorp llegó a compartir escenario con Rick Parfitt, guitarrista de Status Quo; cuando su grupo "Cotización" ofreció un concierto en Zevenaar, Parfitt subió espontáneamente al escenario para tocar dos canciones: "Big fat mama" (cantada por él) y "Do not waste my time" (cantada por Andre). 
Posteriormente, Geldorp formó su propia banda llamada "Lost Gravity. Esta banda participó en el álbum recopilatorio "The Heavy Touch" (junto con otras bandas de rock holandés) con las canciones: "Come back" y "Your dirty lies". Esta última canción se lanzó en América en un álbum llamado "Best of Europe", el cual era igualmente una recopilación con bandas de rock europeas. A mediados de los 80s, este álbum fue relanzado con el nombre "Nuevo Renacimiento Records".
Su participación más destacada, fue con Mariska Veres en Shocking Blue. Además de ser su guitarrista, Geldorp mantuvo una relación de casi 20 años con Veres, quien falleció el 2 de diciembre de 2006, a causa de cáncer en la vesícula. Las canciones "Your dirty lies" y la mencionada "Come back" (que cambió su nombre a "Strange ways") pasaron a formar parte del repertorio del grupo de Veres.
Con Shocking Blue, Van Geldorp grabó dos canciones: "Body and Soul" y "Angel", ambos producidos por el exguitarrista de blues Robbie van Leeuwen en el Bullet Sound Studio en Nederhorst den Berg, Países Bajos.
- Datos: Q2789260